# 鍵盤ハーモニカ
鍵盤ハーモニカ（けんばんハーモニカ）は、楽器の一種で、ハーモニカと同じく金属のフリーリードを呼気で鳴動する鍵盤楽器である。ピアノ同様の鍵盤を備えるが、ハーモニカの一種である。
鍵盤と連動したバルブを開閉して特定のリードを確実に演奏することが可能だが、ハーモニカと異なり吸気で鳴らすことは出来ない。「ピアニカ」「メロディオン」などはメーカーの商標名だが、通称として一般的に普及している。「ケンハモ」「鍵ハモ」などと略称する場合がある。

## 特徴
「鍵盤楽器」「吹奏楽器」「フリーリード楽器」の3点の特徴を持つ。
鍵盤楽器であることから初心者でも音程が安定し、旋律も和音も演奏可能である。アコーディオンなど他のフリーリード鍵盤楽器と比較すると、蛇腹機構が無く軽便で取り回しが楽で、習得も容易で、廉価である。座奏や立奏、独奏や合奏など応用場面も広い。
日本では幼稚園や小学校の一斉授業や鼓笛隊など低年齢の教育楽器の印象が強いが、表現力が豊かで、大人や演奏家も用いる本格的な楽器である。
鍵盤ハーモニカはフリーリード楽器だが、現在は生産されていない電子鍵盤ハーモニカ (Hohner Electra-Melodica) など例外もある。これはリードではなくウインドシンセサイザーの原理を用いた電子楽器で、音色が自由に設定可能である。内蔵スピーカー、外部スピーカー、ヘッドホンなどから音を発するため、周囲に音を発せずに演奏を可能である。

## 歴史

### ヨーロッパで開発

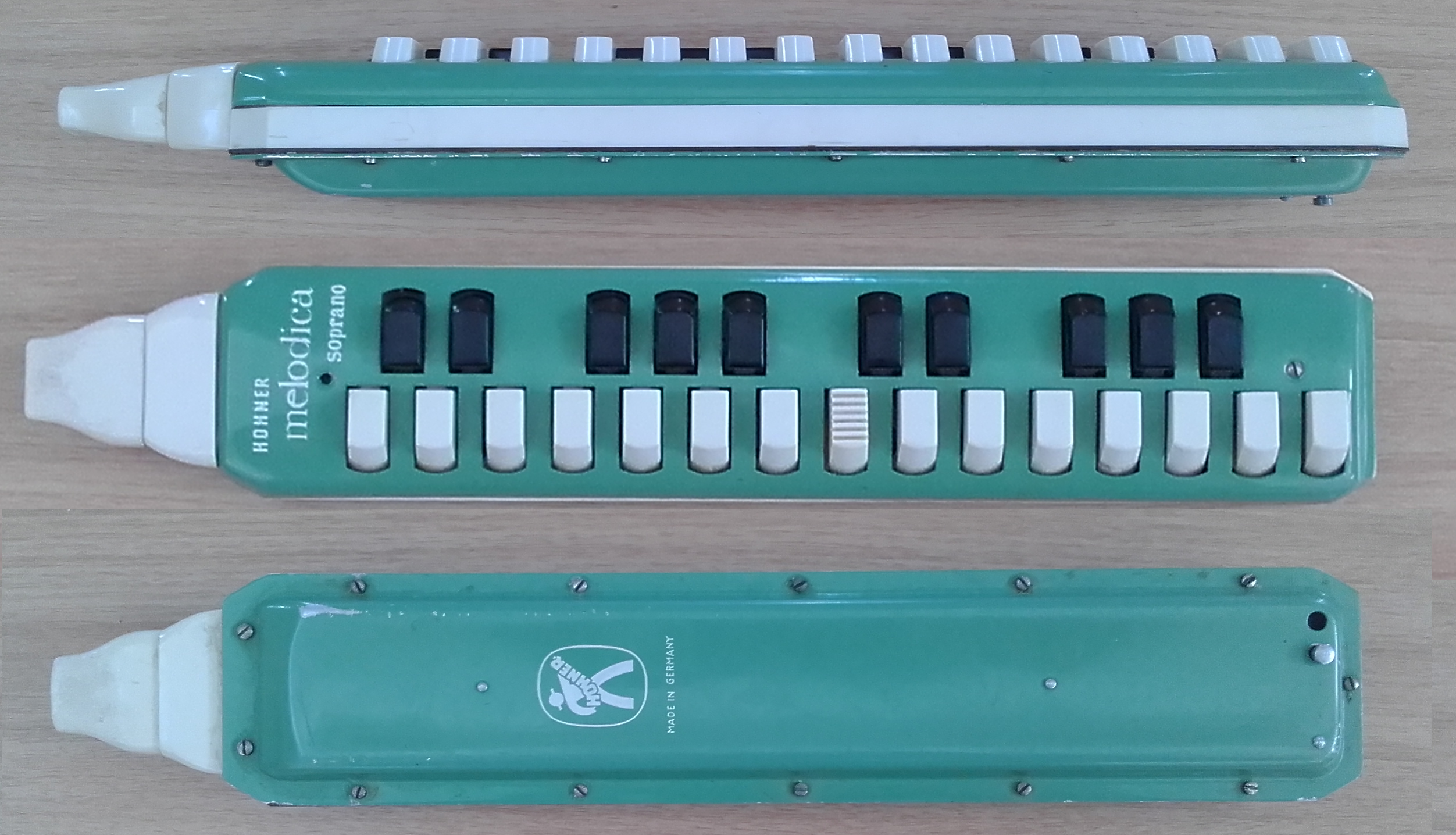
メロディカ。楽器は縦笛と同様に、本体を両手で左右両脇からはささんで持ち、黒鍵は左手で、白鍵は右手でおさえて吹奏する。

息を吹き込んで金属製のフリーリードを鳴らして演奏する鍵盤楽器は、1829年にイギリスで発明されたシンフォニウム（コンサーティーナの原型）など、19世紀から存在した。20世紀半ばまでの鍵盤ハーモニカの黎明期は、様々な試行錯誤がなされた。レバー式やボタン式、右手のボタン鍵でメロディーを演奏し左手のベース用レバーで伴奏を演奏する機種など、多種多様な機種が開発された。
「世界最古の鍵盤ハーモニカ」は、コンサーティーナやアコーディオンと同じく1829年に最初の特許登録されている。「ピアノ・エオリアン」(piano éolian)は、フランスのフィリップ=オーギュスト・ケゼール（Philippe-Auguste Kayser、1781年 - 1863年）が発明して1829年9月11日に特許を取得した鍵盤楽器だが、ピアノ式鍵盤、フリーリード、口で息を吹き込むための部品、など、基本的な構造は21世紀現在の鍵盤ハーモニカと変わらない。19世紀のヨーロッパでは、「アルモニフォン」など鍵盤ハーモニカの構造を有する楽器が続々と発明されたが、普及せずに長く存在が忘れられていた。
商業ベースで成功し、世界で普及して定着した最初の鍵盤ハーモニカは、1957年にドイツのホーナー社が開発した「メロディカ」(Melodica) である。メロディカ以降で現在の鍵盤ハーモニカと同じく「ピアノ式鍵盤」をもつ世界初のモデルは、1958年にイタリアとフランスで作られた「クラヴィエッタ」(Clavietta) である。
当初は教育楽器として広まったが、1970年代にキーボード奏者であるオーガスタス・パブロが本格的に取り入れて以来、世界のプロフェッショナル演奏家らも用いる。

### 日本における開発と普及

#### 前史
明治から昭和初期の戦前まで、日本の学校における音楽教育は「唱歌」すなわち生徒に歌唱を教えることを中心としていた。
戦前の日本で器楽教育に取り組んだ教育者もいる。上田友亀 (1896 - 1994) は米国の音楽教育学者サティス・コールマン（英語: Satis N. Coleman）の影響を受け、器楽教育を実践した。彼が小学校での音楽指導現場で使用した「ハーモニホーン」は、紙製の円柱筒にフリーリードをしこんだレバー式の吹奏楽器で、和音も演奏可能であった。戦前に教育現場の一部で、鍵盤ハーモニカに類似した楽器が推奨されたことが、戦後の学校教育で鍵盤ハーモニカの導入に影響を与えた可能性がある。
戦後は、占領期の米国教育使節団の勧告もあり、日本の音楽教育は生徒に楽器の演奏や合奏を体験させる器楽教育を重視するようになった。生徒の個人持ちの楽器として、ハーモニカと縦笛（リコーダー）が注目され、国内の楽器メーカーはハーモニカの増産と販売促進に力を入れた。
ハーモニカも縦笛も、教育楽器として適していたものの、鍵盤楽器にくらべると「和音や半音の演奏に制約がある」「鍵盤楽器なら生徒が自分の指の位置を目で見ながら音を出せるが、ハーモニカや縦笛はそれができない」などの点が不利であった。とはいえ、ピアノやオルガン、アコーディオンなどの鍵盤楽器を、生徒の個人持ちの楽器とすることは、価格の面からも困難だった。こうして、小学校の生徒が1人1台の個人持ち楽器にできるような、値段が安くて取り回しもよい鍵盤楽器に対する潜在的需要が生まれた。

#### ヨーロッパ製の鍵盤ハーモニカを輸入
ホーナー社のメロディカは、日本では1959年3月に娯楽雑誌の記事で紹介され、1960年初頭から輸入販売が始まった。同時期にクラヴィエッタの輸入販売も始まったが、メロディカもクラヴィエッタも、日本の小売価格は非常に高価であった。鍵盤ハーモニカ「クラヴィエッタ」と「メロディカ」を日本に最初に輸入した人物は、アコーディオニストで、楽器輸入販売会社社長の桜井徳二であった。

#### 国産品の開発
当時、国内のハーモニカの主要メーカー3社である鈴木楽器製作所、東海楽器研究所（現在の東海楽器製造）、トンボ楽器製作所は、それぞれ別個にメロディカやクラヴィエッタを入手し、この楽器に可能性を見いだした。楽器の入手経路は3社それぞれ別個だったが、まず社長や社員が「業務外」の興味からメロディカやクラヴィエッタを演奏して遊び、その後これらを手本として国産品の試作に着手する流れは共通した。
国産品は1961年半ばには鈴木楽器製作所が「メロディオン」を製造・発売し、同年中にトンボ楽器製作所が「トンボ・ピアノ・ホーン」を、東海楽器製造株式会社が「ピアニカ」を発売した。ただしトンボ楽器製作所は早々に鍵盤ハーモニカの生産から撤退した。
日本楽器製造（現在のヤマハ）は1967年から、東海楽器研究所が製造した「ピアニカ」をヤマハ（YAMAHA）ブランドでOEM販売を開始した。ヤマハが鍵盤ハーモニカ市場に参入した年でもある。1973年に日本楽器製造が自社開発の「ピアニカ」を発売すると、東海楽器研究所も1985年からトーカイ (TOKAI) ブランドで「ピアニカ」を発売し、以後は日本楽器と東海楽器はそれぞれが異なる「ピアニカ」を製造し、販売していた。また、両社ともに第618501号で商標登録している。ただし現在、東海楽器製造は鍵盤ハーモニカ「ピアニカ」の生産を終了をしたため、製造し続けている会社は鈴木楽器製作所、ヤマハ、全音楽譜出版社、キョーリツコーポレーションが主である。

#### 教育楽器として普及
メロディカやクラヴィエッタなど、ヨーロッパ製の舶来の鍵盤ハーモニカは、当初は「レジャー楽器」として日本に輸入され百貨店で売られたが、早くも1960年からは販売広告でも教育楽器としての可能性を強調する文言が見られるようになった。
日本の楽器各社が国産化した鍵盤ハーモニカは「教育楽器」として、学校教育への導入と販売促進を目指し、教育現場の要望に応えて改良が重ねられ、1960年代半ばから70年代に音楽科授業で広く導入された。当時は児童数が急増し、1人あたりの学校の備品整備が不足しがちだった。学童全員に、限られた授業時間内に、オルガンやピアノなどの鍵盤楽器を体験させることは難しかった。が、学童全員に鍵盤ハーモニカを「個人持ちの楽器」として所有させることで、これらの問題は緩和された。鍵盤ハーモニカの普及により、音楽室以外でも、一般教室における一斉授業で学童に鍵盤楽器の演奏を教えることが可能になった。
鍵の押下に要する力は鍵盤ハーモニカは40グラム (g) でオルガンは120g、鳴動に要する呼気圧は最弱音で水柱30ミリメートル (mm)、最強音で水柱180mm、歌手の最大呼気圧は水柱300mmであり、鍵盤ハーモニカは幼児や低学年児童が演奏し易い楽器である。
鍵盤ハーモニカは教育楽器として急速に普及した。文部省、教育現場、メーカーらは、鍵盤ハーモニカをオルガンやハーモニカの代替とした。かつて教育現場でハーモニカ廃止論として「出っ歯になる」「先生が教えられない」「不衛生」「音がうるさい」「音が出ないことがある」などを挙げたが、これらは鍵盤ハーモニカも同様で、他の楽器にはない持ち味と可能性などに適する、演奏法の指導や楽曲の教科書収載載など積極的活用は低調であった。南川朱生は、「カジュアルに根付いてしまった現状の鍵盤ハーモニカシーンは、ハーモニカほどの音楽資産・文化資産を保有していますか？　この楽器を真剣に学びたい時に学べる体制はありますか？　目を閉じれば聞こえてくるメロディはありますか？　子供たちは本当に鍵盤ハーモニカを愛していますか？」と批判している。
近年は楽器メーカーが大人向け機種を開発して表現力が豊かな楽器としてプロフェッショナル奏者も用いるほかに、自治体が高齢者の健康効果を評価して大量購入している。

## 種類
一口に鍵盤ハーモニカといっても、様々な種類がある。

### 鍵盤の形状による分類
日本の教育楽器としての鍵盤ハーモニカはピアノ式鍵盤を備えているが、それ以外のタイプもある。
- ピアノ式鍵盤 - オルガンやピアノと同様の白鍵と黒鍵が並んでいる。日本で「鍵盤ハーモニカ」はこの機種を指す場合が多い。
- ボタン式鍵盤 - 狭いスペースに多くの鍵盤を並べた、演奏能力向上型で、一部の演奏家が愛好している。
- 折衷型 - 黒鍵と白鍵の長さを切り詰めて、楽器の横幅をピアノ式鍵盤式よりコンパクトにまとめた機種である。
- その他 - 玩具楽器には、レバー式や、黒鍵を省略して全音しか鳴らせない準ピアノ式鍵盤などもある。

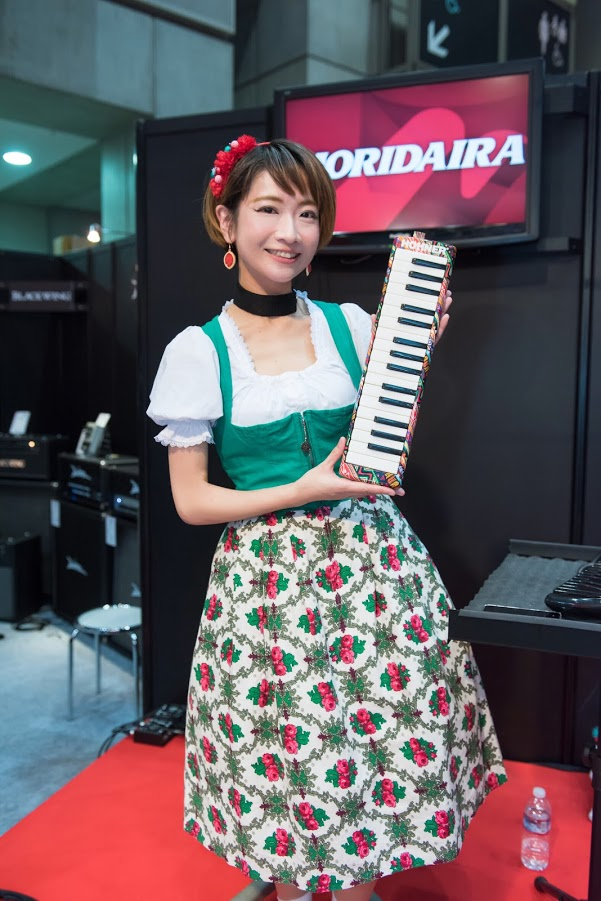
32鍵のビアノ式鍵盤ハーモニカ。この機種はドイツのホーナー社製で、音域はf〜C'と2オクターブ半あり、サイズも音域も標準的である。
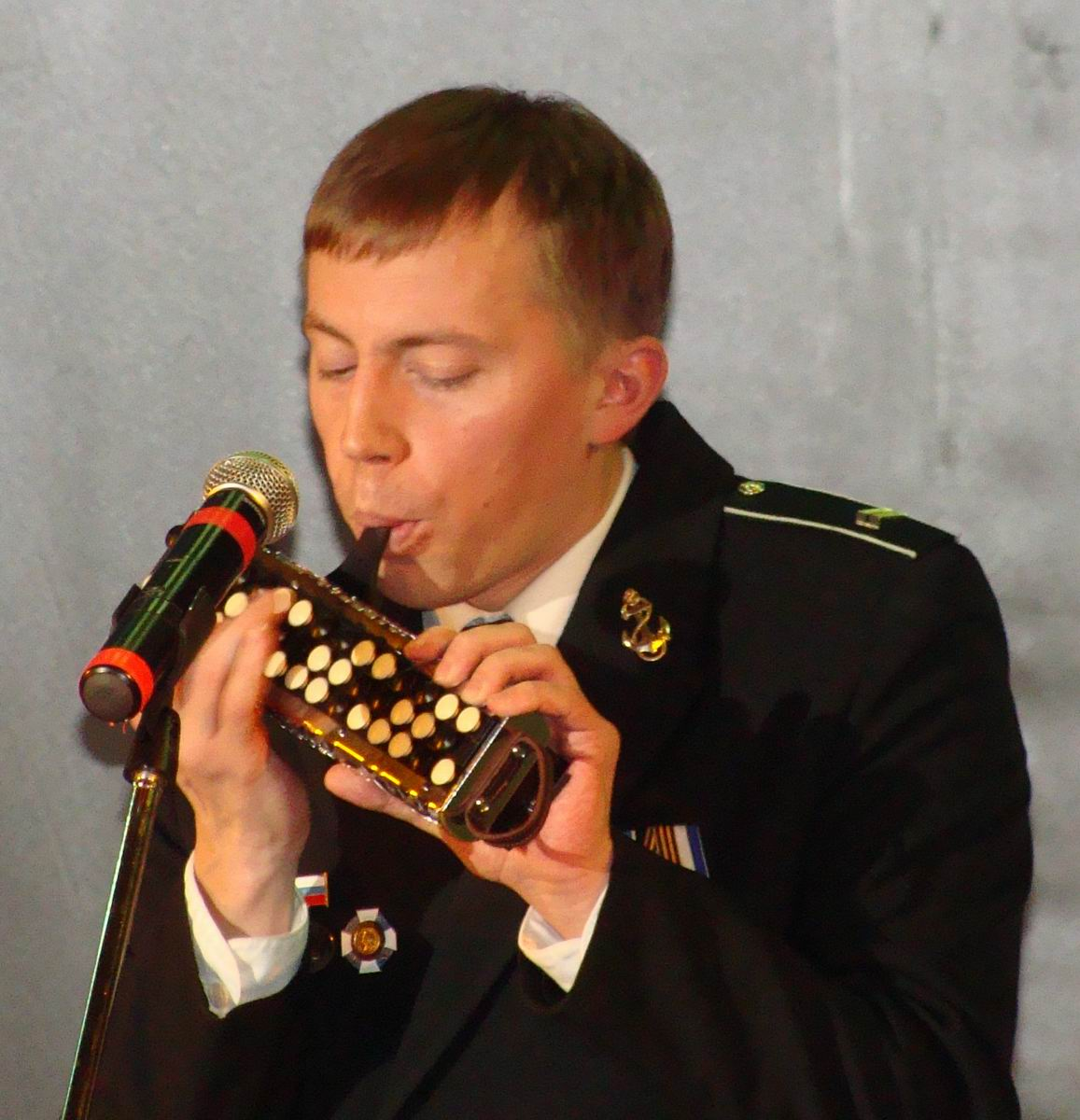
ボタン式鍵盤。写真は、白海海軍基地（ロシア）の楽団員によるアコーディアナ[24]の演奏。ボタン式鍵盤の特長は、狭いスペースに多くの鍵盤を並べられることである。
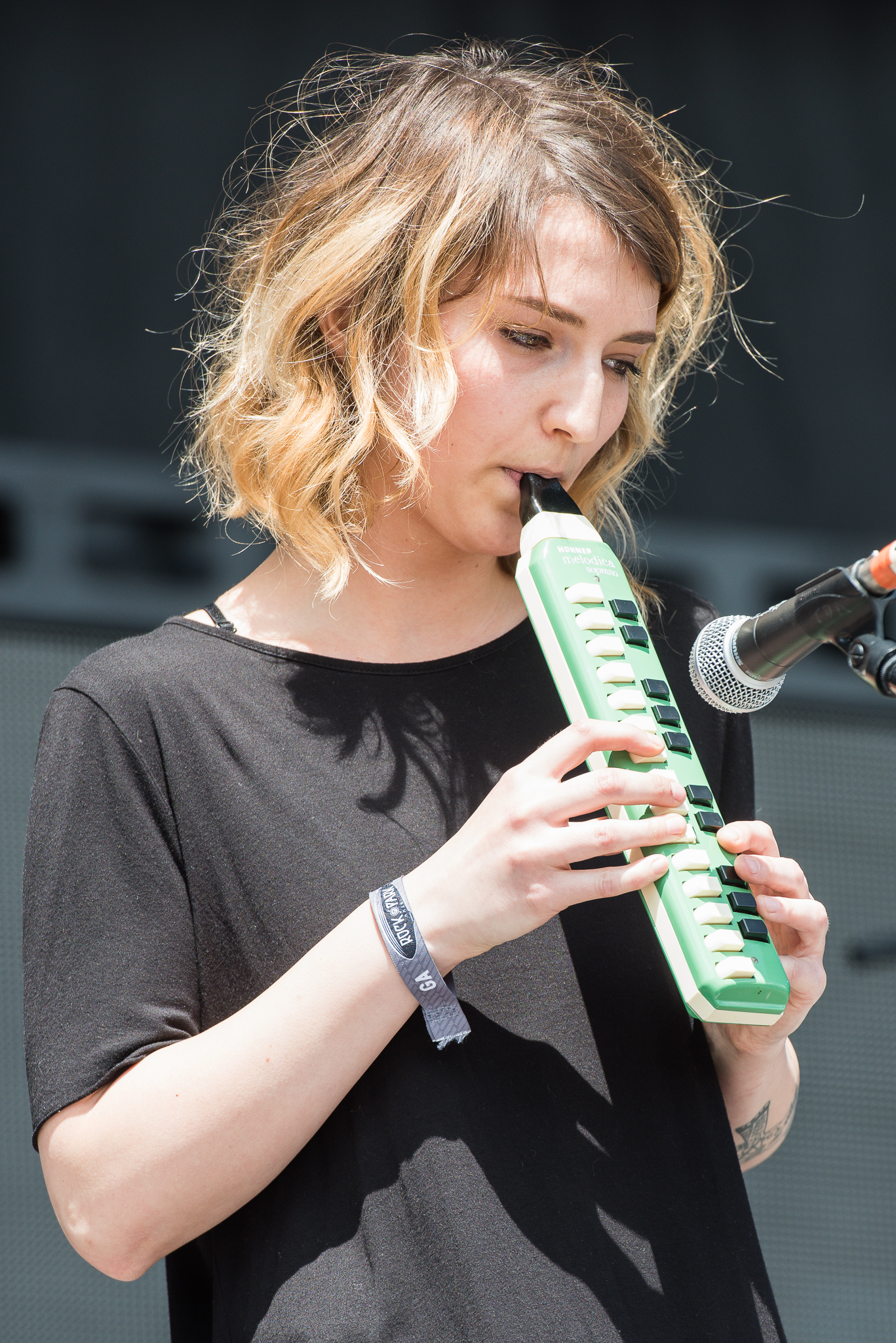
折衷型鍵盤（ホーナー社のメロディカ・ソプラノ）。演奏姿勢はたて笛と同様、楽器を縦にして左右の手ではさむように持ち、黒鍵は左手で、白鍵は右手側から弾く。
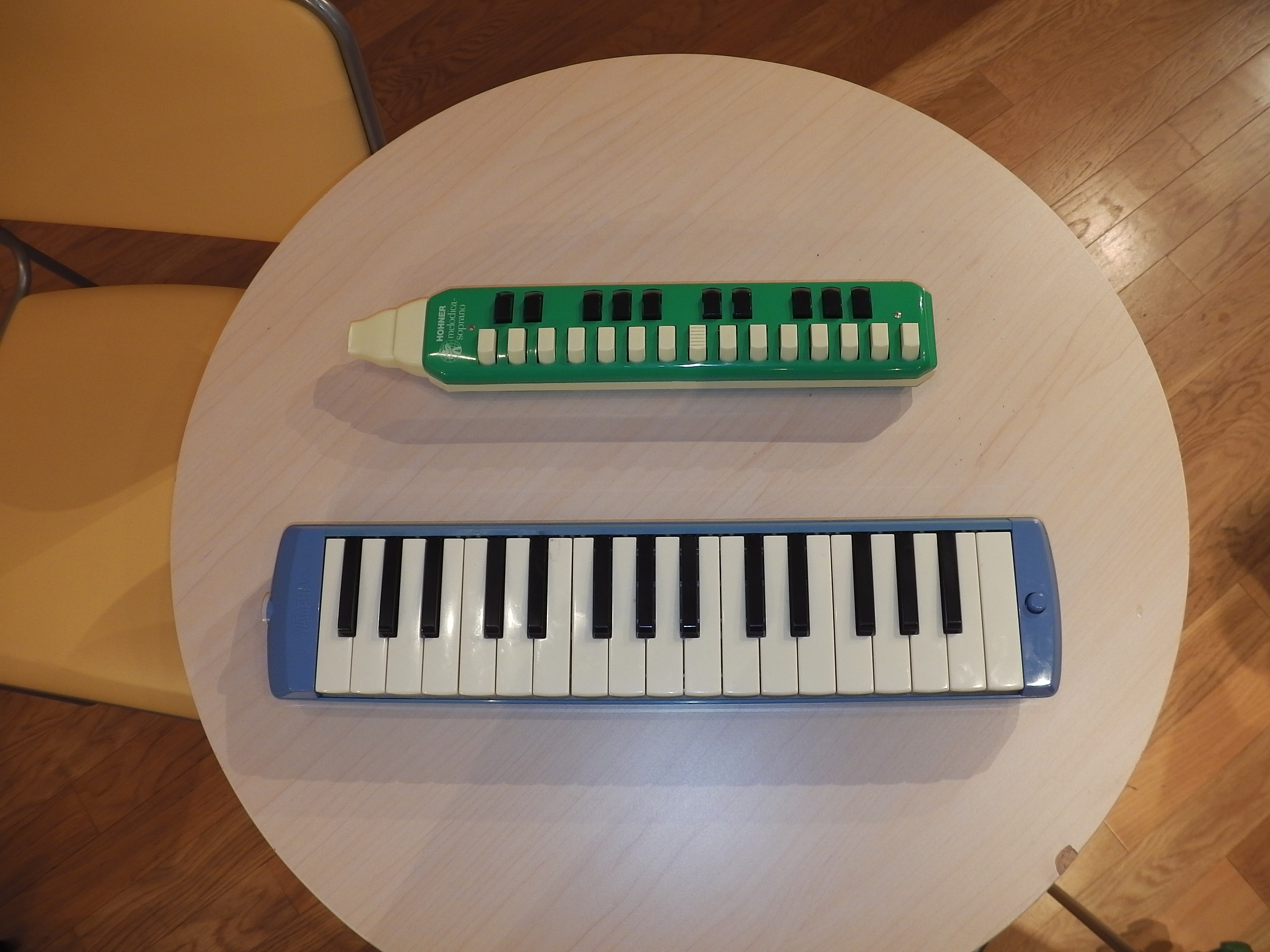
折衷型鍵盤（上）と、ピアノ式鍵盤（下。ヤマハのピアニカ）のサイズの比較。折衷型は、ピアノ式鍵盤より楽器を細身に作れる。
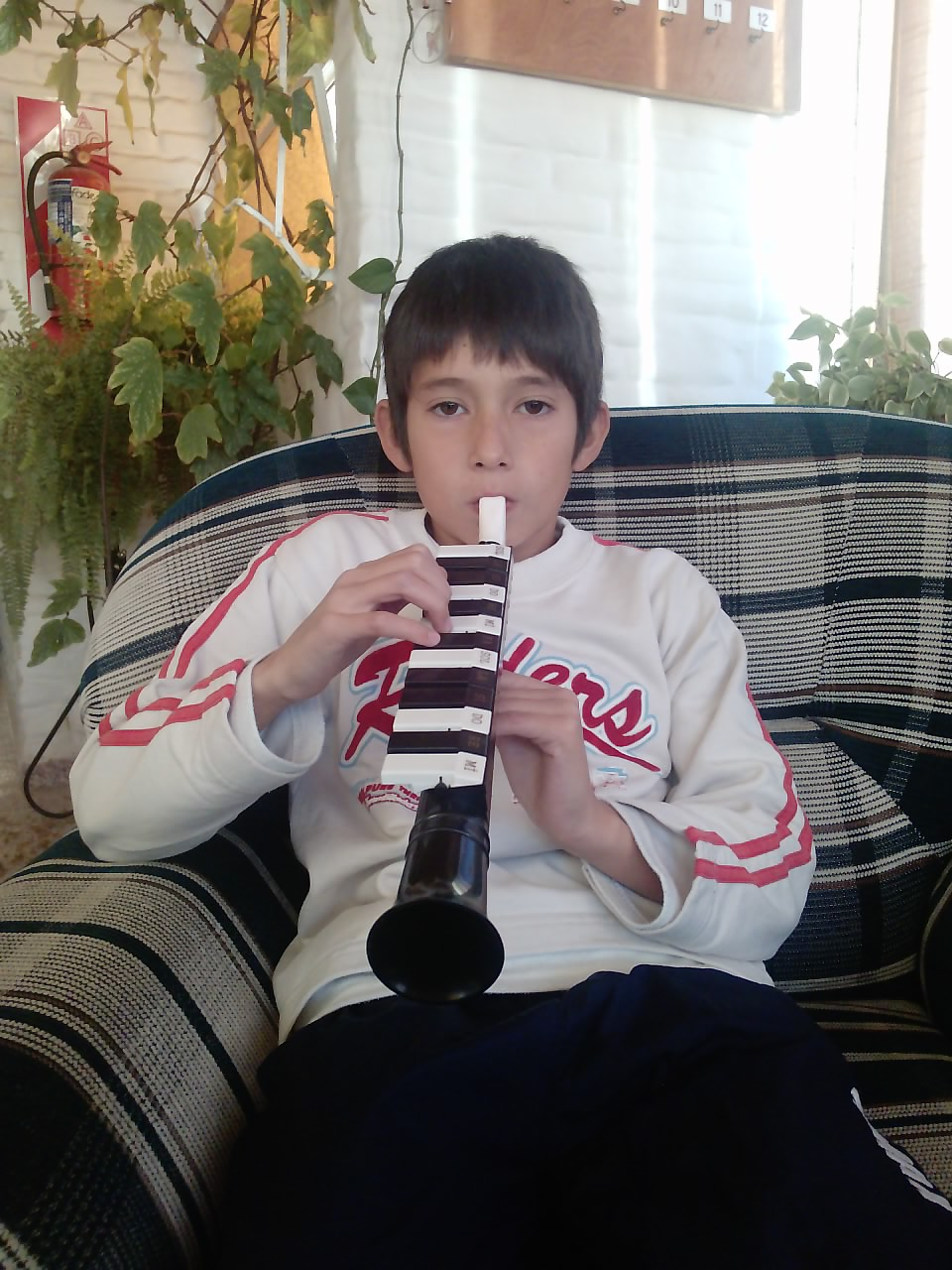
レバー式。玩具楽器の鍵盤ハーモニカを吹く少年（アルゼンチン）。半音は鳴らせない。日本でも、ディスカウントショップで売っていることがある[25]。
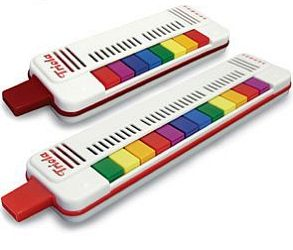
準ピアノ式鍵盤式。半音を鳴らすための黒鍵はなく、白鍵部分だけである。子供向けの玩具楽器の鍵盤ハーモニカ「トリオラ」（ 音を聴く）（ドイツ）

### 音域による分類
アルト、ソプラノ、バスなど音域による分類もある。日本の小学校・幼稚園・保育園で使われる頻度が高いのはアルト音域の機種で、人の声に近い一般的な音域から、少し高い音域までをカバーすることができる。鍵盤ハーモニカだけの合奏や本格的な演奏をする場合には、低音寄りのバス音域の鍵盤ハーモニカや、高音寄りのソプラノ音域の鍵盤ハーモニカを使うこともある。

### 鍵数による分類
24鍵、27鍵、32鍵、37鍵、44鍵などの分類がある。一般に、鍵数が多いほど演奏可能な音域が広がるが、そのぶん楽器のサイズは長大かつ重くなる。日本の小学校の音楽教育で使われる鍵盤ハーモニカの鍵数は32鍵がスタンダードである。37鍵や44鍵は、より広い音域を使用して本格的な演奏する場合に向いている。

### チャンバーの有無
通常の価格帯以上の商品と、通常の半額程度の商品は内部構造が異なる。子どもの少ない息でも容易かつ安定した状態で鍵盤ハーモニカのリードを振動させるためには、楽器の本体の中に「チャンバー（空気室）」を設ける必要がある。現行品の国産鍵盤ハーモニカのほとんどはこのチャンバーを備えた二重構造である。国産の半額程度で中国製が多い廉価商品は、製造コスト低減のためにチャンバーを省略し、楽器のボディと一体化している。鍵盤ハーモニカは、価格やメーカーの設計思想などにより内部構造や使用部品は異なる。

### 特注品
障害で鍵盤を弾けない子供に特注品を製作した事例がある。ギターなど一部の楽器は「左利き」用商品があるが、鍵盤ハーモニカは左利き用商品はほとんどない。

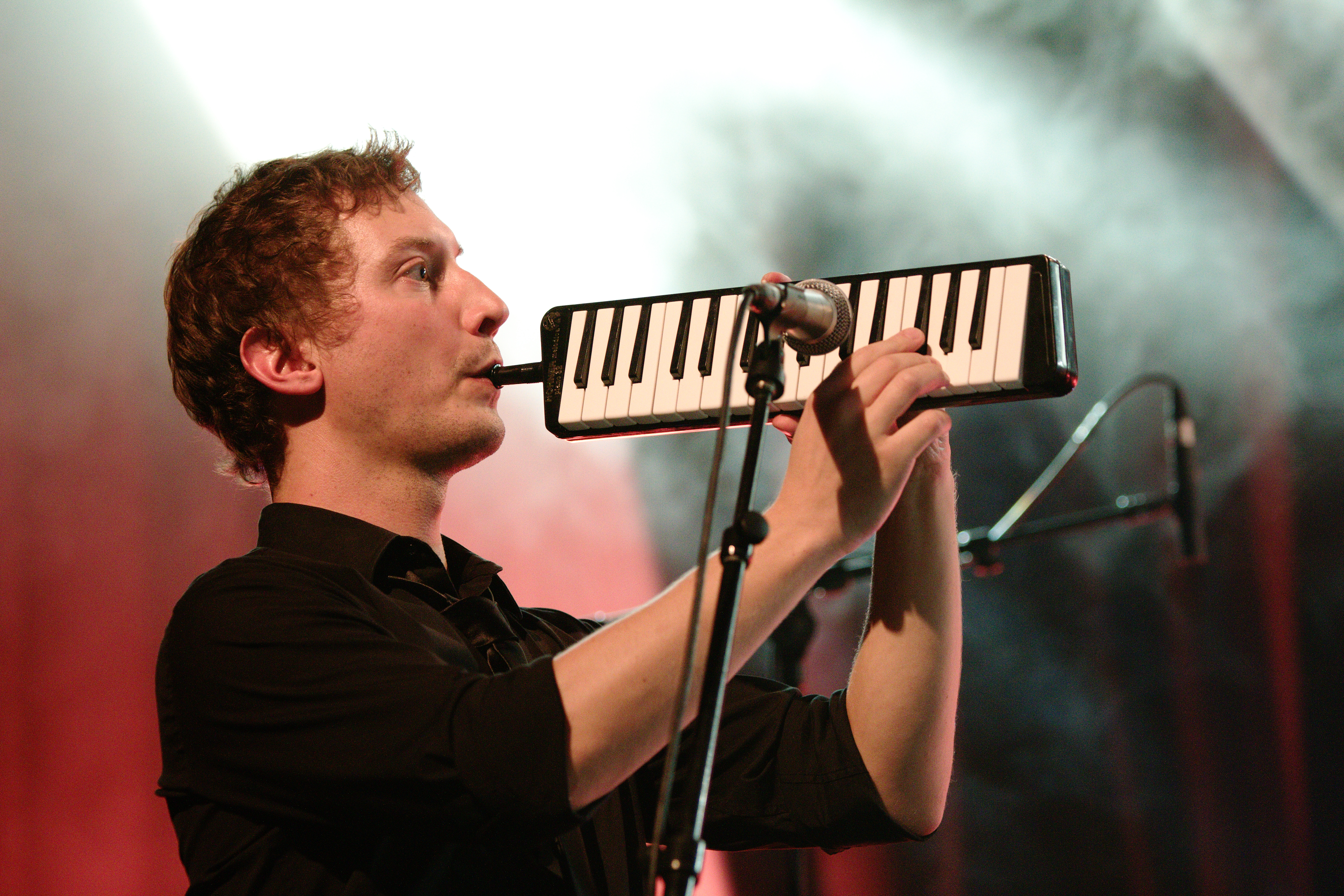
片手弾き

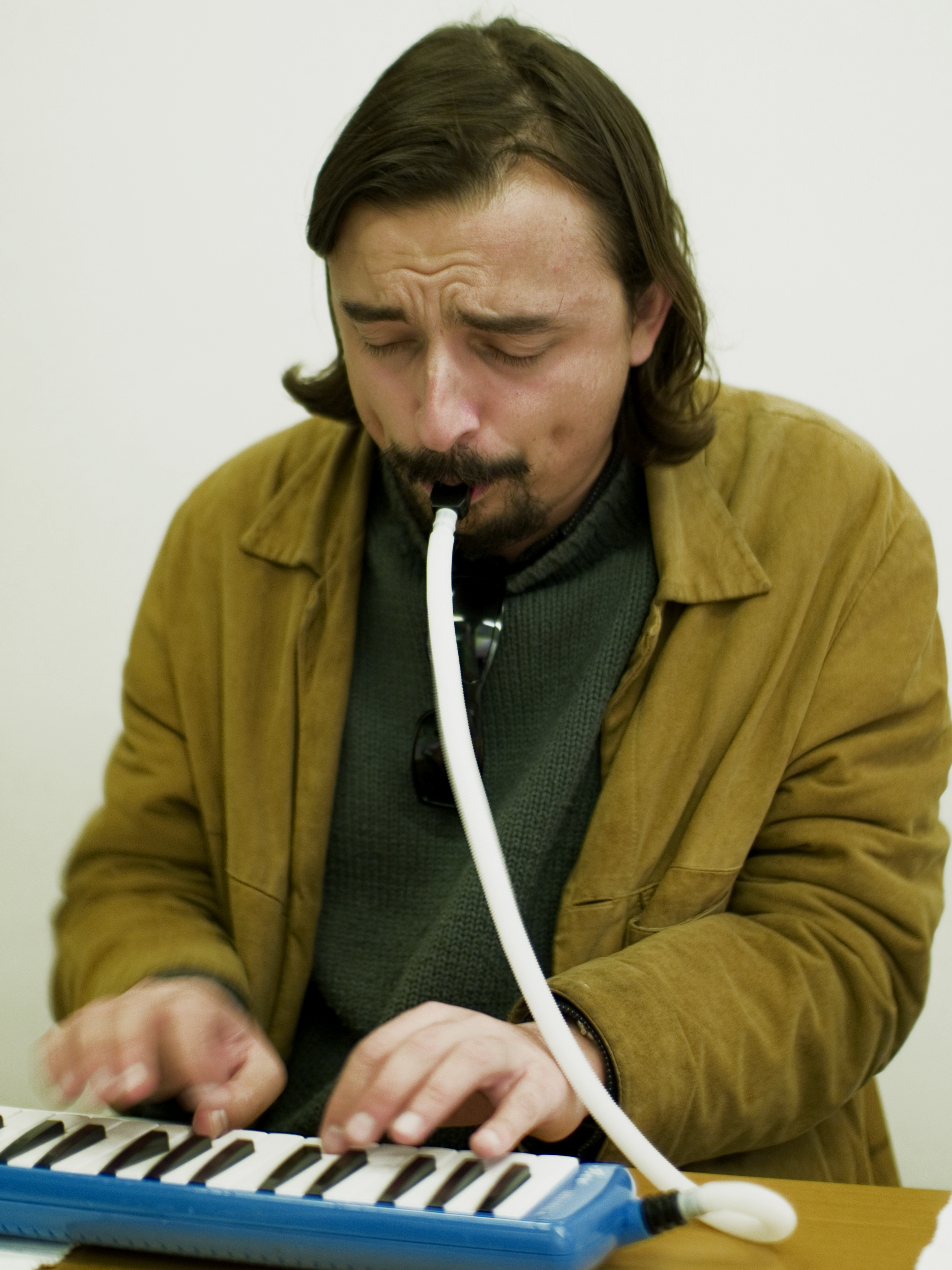
両手弾き(両手横弾き。両手とも順手)

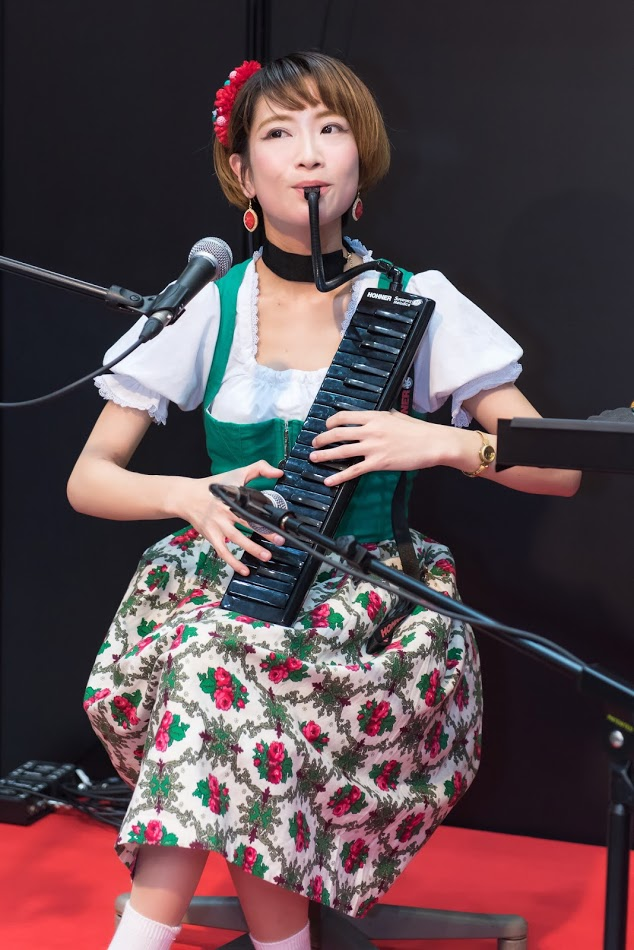
両手弾き(両手縦弾き。左手は逆手)

### 演奏のスタイル
片手弾きと両手弾き、立奏や座奏など、さまざまな演奏スタイルが可能である。
- 「片手弾き」は、通常は右手のみで弾く奏法である。立奏や、鼓笛隊など歩行演奏時は、左手で楽器本体を保持し、右手のみで鍵盤を弾くことが多い。

「両手弾き」は、両手とも順手で弾く「横弾き」と、右手は順手で左手は逆手の「縦弾き」の2種類がある。
- 「両手横弾き」は、楽器を横向き位置して両手とも順手で弾く。オルガンやピアノと同様に鍵盤を視認しつつ両手演奏が可能となる。
- 「両手縦弾き」は、楽器を縦位置に保持し、右手は順手で、左手は逆手で、それぞれ楽器の本体の左右から鍵盤を弾く。熟練演奏家の一部が得意とする高度な演奏技術である[29]。

ほかに「立奏の両手弾きで1人で2台の鍵盤ハーモニカを同時に演奏する」、「メロギター（1人で鍵盤ハーモニカとギターを同時に演奏する）」、「額で弾く」など、演奏家が独自の工夫した独特の奏方も多い。
楽器本体と奏者の口の距離の関係上、平置き演奏時はホース状の卓奏用パイプを、立奏時はI字状あるいはS字状の立奏用パイプを用いることが多い。立奏時も卓奏用パイプを使用する奏者もいる。

## 主な製造者と商標
製造者は10か国20社以上で、日本は以下が広く流通している。
- ヤマハ（東海楽器製造） - ピアニカ。東海楽器製造の命名した商品名、ピアノとハーモニカの合成語である。30年ぶりに軽量化などを施し改良したモデルを2014年に販売した[34]。なお、東海楽器製造のピアニカは生産終了である。
- 鈴木楽器製作所（スズキ） - メロディオン。メロディーとアコーディオンの合体語である。
- 全音楽譜出版社（ゼンオン） - けんばんハーモニカ。旧ブランド商標名は「ピアニー」であった。
- キョーリツ - メロディピアノ
- ホーナー - メロディカ・ピアノ

## ギャラリー

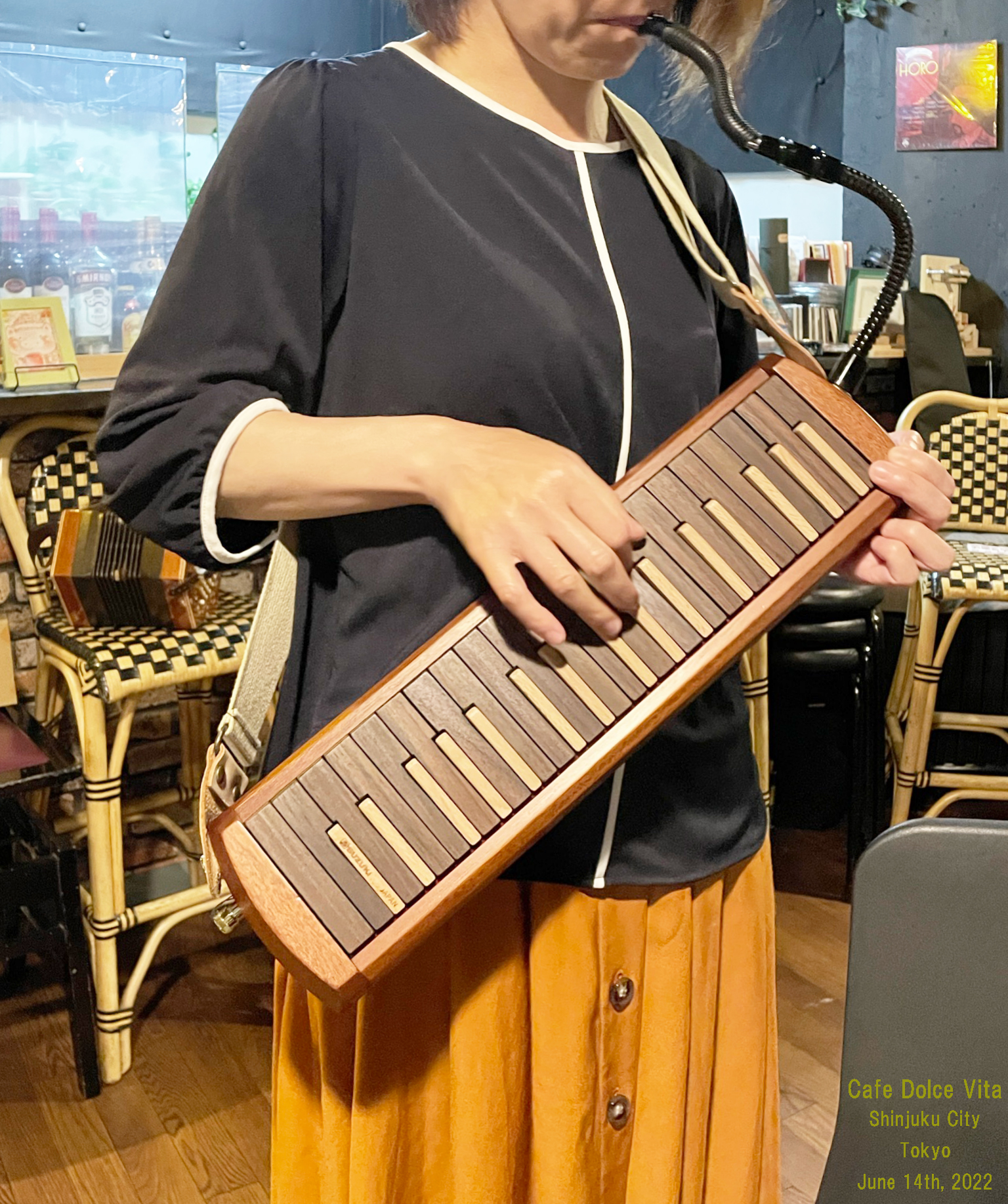
木製の鍵盤ハーモニカ「SUZUKI W-37」を立奏する女性。木は高音の倍音を吸収し抑える効果があるため、プラスチック製の鍵盤ハーモニカと一味違う音色を楽しめる。
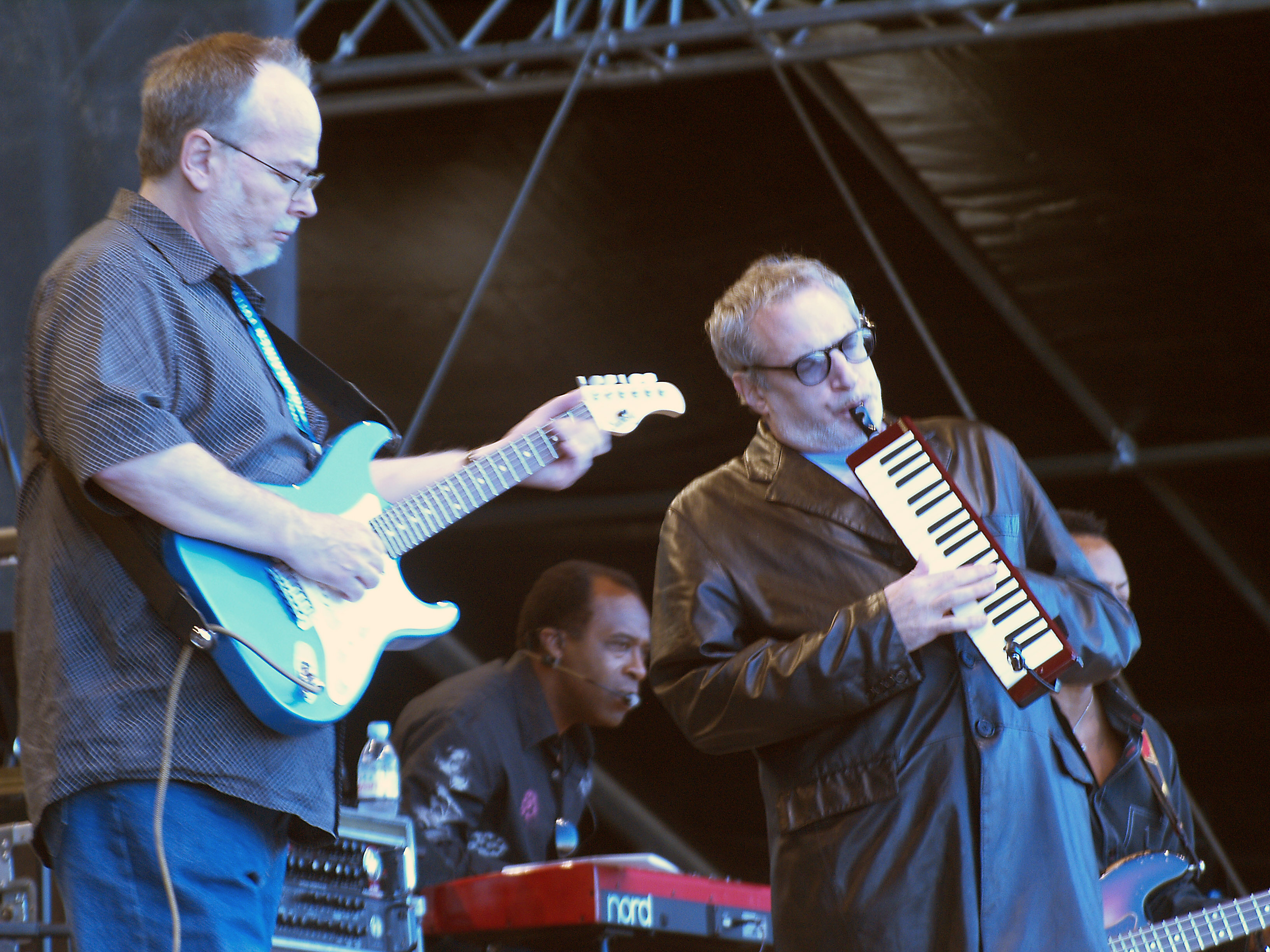
世界を代表する演奏家の集うポリ・ジャズ・フェスティバル（フィンランド）で。欧米で、鍵盤ハーモニカは表現力のある楽器のひとつとして認知されている。
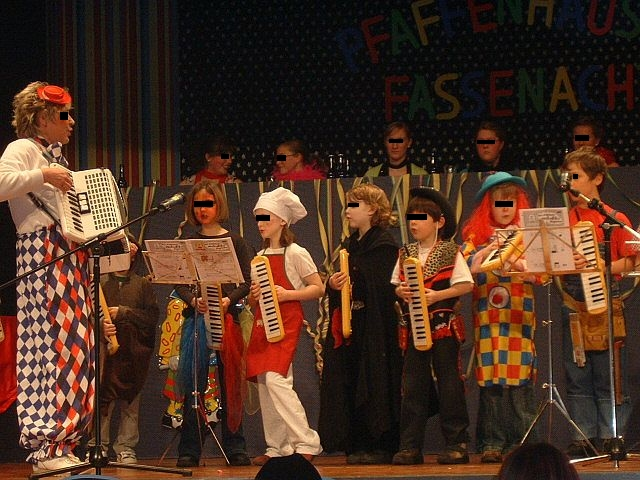
鍵盤ハーモニカを弾く児童たち（ドイツ）。写真の左端の男性が弾くアコーディオンは、子供たちに口頭で指示を与えながら演奏できる楽器で、指導者の演奏には便利だが、児童の小さな体にはやや重い。

## その他

### 鍵盤ハーモニカの呼称

#### 全国的に「ピアニカ」が優勢
鍵盤ハーモニカは商標の普通名称化があり、楽器メーカーの登録商標である「ピアニカ」や「メロディオン」が、この楽器全体を指す普通名称のように使われる傾向にある。鈴木楽器製作所の製品である「メロディオン」を「ピアニカ」と称する誤用も多い。
Jタウン研究所が行った都道府県別アンケート調査（総投票数606票、2015年9月29日 - 10月20日）では、「ピアニカ」が71%で多数、「鍵盤ハーモニカ」が16.5%、「メロディオン」が11.6%、その他が1パーセントであった。比率は地域差があり、新潟県は「メロディオン」が80%、沖縄県は「鍵盤ハーモニカ」が100%であった。

#### NHKの扱い
NHKは公共放送で普遍的放送を旨とするため、固有商品名は一般名称に置き換えて放送に用いる。「ピアニカ」は登録商標であるため、なるべく「鍵盤ハーモニカ」と言い換える。
1996年に、演奏家の「ピアニカ前田」がNHKの番組にゲスト出演した際、司会者と前田はともにぎこちなく「鍵盤ハーモニカ」と言い、芸名の「ピアニカ前田」は、「鍵盤ハーモニカ前田さん」ではなく「ピアニカさん」と呼んだ。
近年は、NHKのウェブサイト内でも「ピアニカ」を楽器名として使用する例も散見される。

#### 芸名と使用楽器
芸名に「ピアニカ」を含む鍵盤ハーモニカ奏者がヤマハのピアニカを使用しているとは限らない。鍵盤ハーモニカ奏者の「ピアニカ彩」はヤマハのピアニカを愛用しているが、スズキの「バスメロディオン B-24C」や、スズキの鍵盤笛「アンデス25F」なども使用する。奏者「ピアニカ前田」は、主にスズキのメロディオンを使用している（2016年現在）。

#### melodionとmelodeon
英語で押引異音式の小型手風琴をダイアトニック・ボタン・アコーディオン=「メロディオン」melodeonと称するが、日本語のカナ表記では鈴木楽器製作所の商標「メロディオン」melodionと同一になる。そのため日本のmelodeon奏者は、しばしば「私の楽器は鍵盤ハーモニカではありません」と説明する。

### クラシック楽団指揮者
クラシック音楽の指揮者は全楽器演奏家の心情を理解するために、鍵盤ハーモニカを愛用する者もいる。

### 高齢者の健康福祉
鍵盤ハーモニカの演奏は、高齢者の介護予防や認知症予防に著効があり、音楽療法や健康福祉の現場などでも使われている。2015年12月に福岡県古賀市は、鍵盤ハーモニカ400台を211万円で導入し、市の健康づくり拠点施設に配備した。

### ギネス記録
2013年3月3日に静岡県内で鍵盤ハーモニカを多人数の小学生が同時に5分以上演奏するギネス世界記録に挑戦し、その結果として688人が同時に演奏できたと認定され、「鍵盤ハーモニカ同時演奏の最多人数」を更新した。

## 鍵盤ハーモニカ奏者
日本（海外で活躍する日本人も含む）
- ピアニカ前田
- 松田昌
- TommyCHO（トミー・チョウ） - 阪神大震災に被災、瓦礫の中から救い出した鍵盤ハーモニカが原点。
- 夏秋文彦[44] 「ケンハモ仙人」の異称をもつ。
- ピアノニマス（南川朱生） - 両手弾きの女性奏者、鍵盤ハーモニカ研究家。
- 伊藤英（いとう すぐる） - スイス在住のピアニスト[45]。
- 吉田絵奈[46]
- ピアニカ彩[47] - 両手弾きの女性奏者。
- 東京メロディカオーケストラ[48] - 男女4人編成の鍵盤ハーモニカ。
- kesaco[49] - 女性2人による鍵盤ハーモニカのデュオ。
- Flying Doctor（フライングドクター）[50] - 女性4人によるバンド。鍵盤ハーモニカを多用。
- 得田サトシ[51]
- 北野淳[52]
- 石井幸枝
- 藤田浩司[53]
- KANKAWA
- 永見行崇[54]
- 長崎桜（colo） - archive.today（2013年4月27日アーカイブ分）
- はざまゆか - CD「剣の舞」がレコード芸術で推薦盤に選ばれた。鈴木楽器より  #ユカモデル を提供される。
- 西村彩華
- イシタニタイジュ[55]
- ミッチュリー[56]
- 菅谷詩織 - ピアニスト、鍵盤ハーモニカ奏者。
- 内村直子[57] - オルガニスト、両手弾き鍵盤ハーモニカ奏者。
- アンサンブルポロッコリー[58] - 女性4人の鍵盤ハーモニカ・アンサンブルグループ。

諸外国
- Billy and His Melodica[59]
- オーガスタス・パブロ
- ジャック・ディジョネット
- ジョン・メデスキ（MMW)
- メロディカ・メン

## 鍵盤ハーモニカを採り入れた音楽家
- 栗コーダーカルテット
- 国府弘子
- 山中千尋
- シンディ・ローパー
- ドナルド・フェイゲン - 主にライブで使用。
- ザ・フーターズ
- P-ブロッ - 野村誠が率いる鍵盤ハーモニカのみのアンサンブル。
- Keiko（Vanilla Mood）
- ゆず（北川悠仁）
- 滝本晃司（たま） - コーラスを配慮して口で吹くかわりに風船を使用する「風船ピアニカ」を演奏。
- 山田将司 (THE BACK HORN) - 「ヘッドフォンチルドレン」をライブで演奏する際に使用。ライブ盤『産声チェインソー』でその演奏が聴ける。
- 小田和正 - コンサートでは「woh woh」等でバンドマスターの園山光博が演奏。
- 椎名林檎 - 「丸ノ内サディスティック」（アルバム『無罪モラトリアム』収録曲）や東京事変のライブ「dynamite!」などで演奏。
- CINEMA dub MONKS
- 大島俊一
- 森俊之
- 石坂慶彦
- バーニー・ウォーレル
- 柳原陽一郎（元・たま） - たま在籍時に演奏していた。
- 青木タイセイ(熱帯JAZZ楽団) - 「Por que no?（ポル・ケ・ノ?）」などで演奏。
- イールズ
- ポケット・ペンギン
- ハービー・ハンコック
- 東京スカパラダイスオーケストラ
- フランツ・フェルディナンド
- 松本あすか
- face to ace - キーボーディストの本田海月が演奏。
- ピアニカ前田
- 向谷実
- 国分太一（TOKIO） - 「手紙」で演奏。
- 谷川賢作（DiVa）
- ジョン・バティステ
- salyu × salyu - 「s(o)un(d)beams」のライブの「続きを」という曲でSalyuの演奏が披露された。

## 使用した作曲家
- 野村誠
- 鶴見幸代
- ファビアン・スヴェンソン (Fabian Svensson)
- 吉田桂子